# Mimosa skinneri
Mimosa skinneri är en ärtväxtart som beskrevs av George Bentham. Mimosa skinneri ingår i släktet mimosor, och familjen ärtväxter. Inga underarter finns listade i Catalogue of Life.